# Aloe vacillans
Aloe vacillans é uma espécie de liliopsida do gênero Aloe, pertencente à família Asphodelaceae.